# Comuna Hörby
Hörby (Hörby kommun) este o comună din comitatul Skåne län, Suedia, cu o populație de 14.917 locuitori (2013).

## Geografie

### Zone urbane
Lista celor mai mari zone urbane din comună (anul 2015) conform Biroului Central de Statistică al Suediei:
| Nr | Zona urbană | Pop.  |
| -- | ----------- | ----- |
| 1  | Hörby       | 7.459 |
| 2  | Osbyholm    | 298   |
| 3  | Önneköp     | 209   |

## Demografie
| \| Evoluția demografică în comuna Hörby, 1970–2015 \| Evoluția demografică în comuna Hörby, 1970–2015 \| Evoluția demografică în comuna Hörby, 1970–2015 \| Evoluția demografică în comuna Hörby, 1970–2015 \| Evoluția demografică în comuna Hörby, 1970–2015 \| \| ----------------------------------------------------------------------------------------------------- \| ----------------------------------------------- \| ----------------------------------------------- \| ----------------------------------------------- \| ----------------------------------------------- \| \| An \| \| \| Locuitori \| \| \| 1970 \| 1970 \| \| 11683 \| 11683 \| \| 1975 \| 1975 \| \| 11871 \| 11871 \| \| 1980 \| 1980 \| \| 12624 \| 12624 \| \| 1985 \| 1985 \| \| 12915 \| 12915 \| \| 1990 \| 1990 \| \| 13528 \| 13528 \| \| 1995 \| 1995 \| \| 13798 \| 13798 \| \| 2000 \| 2000 \| \| 13742 \| 13742 \| \| 2005 \| 2005 \| \| 14274 \| 14274 \| \| 2010 \| 2010 \| \| 14840 \| 14840 \| \| 2015 \| 2015 \| \| 15020 \| 15020 \| \| Sursa: SCB - Statistika Centralbyrån, Folkmängd efter region, civilstånd, ålder och kön. År 1968–2016 \| \| \| \| \| |      |  |           |       |
| Evoluția demografică în comuna Hörby, 1970–2015 |      |  |           |       |
| An |      |  | Locuitori |       |
| 1970 | 1970 |  | 11683     | 11683 |
| 1975 | 1975 |  | 11871     | 11871 |
| 1980 | 1980 |  | 12624     | 12624 |
| 1985 | 1985 |  | 12915     | 12915 |
| 1990 | 1990 |  | 13528     | 13528 |
| 1995 | 1995 |  | 13798     | 13798 |
| 2000 | 2000 |  | 13742     | 13742 |
| 2005 | 2005 |  | 14274     | 14274 |
| 2010 | 2010 |  | 14840     | 14840 |
| 2015 | 2015 |  | 15020     | 15020 |
| Sursa: SCB - Statistika Centralbyrån, Folkmängd efter region, civilstånd, ålder och kön. År 1968–2016 |      |  |           |       |